# Tabatinga, Amazonas
Tabatinga är en ort i gränsområdet Tres Fronteras i delstaten Amazonas i nordvästra Brasilien, belägen uppströms från Benjamin Constant och Manaus och nedströms från Iquitos, vid gränsen till Colombia och Peru. Folkmängden uppgick till cirka 36 000 invånare vid folkräkningen 2010. Tillsammans med den närliggande colombianska staden Leticia och den peruvianska orten Santa Rosa har det sammanhängande storstadsområdet cirka 70 000 invånare, utspridda längs en del av Amazonfloden som kallas Solimões.
Namnet Tabatinga kommer antingen från tupiskan och syftar på den vita lera som återfinns på flodbottnen, eller från guarani med betydelsen "litet hus".
Tabatinga fungerar som ändhållplats för flodbåtarna som går uppför Amazonfloden (närmast från Manaus). Avsaknaden av farbara vägar gör att staden är förbunden med andra städer i regionen endast med båt och flyg. Det råder rörelsefrihet och samarbete över gränserna mellan de tre orterna. Tabatinga har en internationell flygplats som ligger i den södra utkanten.

## Historia
Staden grundades som fortet São Francisco Xavier de Tabatinga under första hälften av 1700-talet av Fernando da Costa Ataíde Teives, som där etablerade en militärgarnison, tidigare förlagd till floden Javari (vattendrag som utgör gränsen mellan Brasilien och Peru, söder om den nuvarande staden), för att upprätta en vaktpost på gränsen mellan de portugisiska och spanska ägorna.
Tabatinga var länge en del av distriktet Benjamin Constant, huvudorten i regionen. Den 10 december 1981 frigjorde sig området från Benjamin Constant genom en ändring i delstatskonstitutionen, och fick status som självständig kommun den 1 januari 1983.